# گمینا بیلینه
گمینا بیلینه (به لهستانی:  Gmina Bieliny) یک گمینا در لهستان است که در شهرستان کیلتسه واقع شده‌است. گمینا بیلینه ۸۸٫۰۹ کیلومتر مربع مساحت و ۹٬۸۳۲ نفر جمعیت دارد.